# Vusamazulu Credo Mutwa
Vusamazulu Credo Mutwa, född 21 juli 1921 i Natal, död 25 mars 2020 i Kuruman i Norra Kapprovinsen, var en traditionell sydafrikansk healer. Han är känd som författare av böcker som blandar traditionell zulu-mytologi och zulu-folklore med berättelser om utomjordingar och egenskapade berättelser. Han har samarbetat med David Icke, bland annat i The Reptilian Agenda.